# Пиг-Бич
Пиг-Бич (англ. Pig Beach, с англ. — «Свиной пляж») — необитаемый остров в районе Эксума, Багамские Острова. Также известен под названиями Пиг-Айленд, Мейджор-Кэй, Биг-Мейджор и официально Биг-Мейджор-Кэй.
Пиг-Бич имеет неправильную форму, напоминающую сапог. С севера на юг остров вытянут на 1,8 километров, максимальная ширина достигает 1,6 километров, его примерная площадь — 0,9 км². На острове находятся три источника питьевой воды, образующие небольшие озёра.
Остров является туристической достопримечательностью: многие на него приплывают, чтобы посмотреть на одичавших домашних свиней, которые совершенно не боятся людей и любят принимать водные и солнечные процедуры на пляже, расположенном на западе острова. Свиней подкармливают с проплывающих мимо яхт, а если лодка подплывает достаточно близко к берегу, свиньи могут сами запрыгнуть внутрь, выпрашивая еду. По данным на 2014 год, на острове проживали около двух десятков свиней, также там были замечены кошки и козы. О происхождении свиней на острове достоверной информации нет. По одной версии, свиньи были когда-то здесь оставлены моряками одного из кораблей, чтобы забрать их и съесть на обратном пути, но тот корабль так и не вернулся на остров. По другой, свиньи выжили после кораблекрушения, и самым сильным из них удалось доплыть до острова. Некоторые же считают, что свиньи были завезены на остров специально, чтобы приманить сюда туристов.
Острову посвящена детская книга Дженнифер Нолан «Тайна Свиного острова», а также песня Сандры Бойнтон.